# 台灣青年日
台灣青年日，簡稱台青（TYD），是台灣天主教會專為青年而舉辦的大型共融活動，由台灣主教團福傳委員會青年組主辦、台灣7個教區輪流承辦。2004年首次舉辦時為3年舉行一次，2007年起改為每年舉行一次，每屆活動時間為期4至6天。

## 簡介

### 目的
在為期一週的教會青年聚會中，透過祈禱、培育聚會、信仰經驗分享等，讓青年計劃未來的信仰生活。同時，希望藉此機會，於台灣各教區的現況中，讓天主教青年探索和更新信仰，使他們更能透過公義與和平的行動，以傳揚復活的基督、為福音作見證。

### 起源
在2004年左右，由幾位曾經代表台灣參加世界青年日的青年聯合發起，自願嘗試舉辦地方性的共融聚會，效法世青與亞洲青年日的模式，好讓台灣天主教青年及青年領袖在此團體內得到支持，並鼓勵亞洲各地的青年牧民委員會彼此合作及聯繫。
於是，開始了每年輪流由各教區承辦台青的共識，同時希望藉由這樣的共融聚會，預備即將青年參與亞青或世青等大型國際性的活動，體認到天主教大公教會的模樣，彼此分享不同文化、語言、種族，卻能在主內合而為一。

## 歷屆概況
| 00 | 2004年10月1日－10月3日  | 台中教區   | 向主走，向愛走                                                                                                  |  |  |
| - 第0屆台灣青年日在南投埔里謝緯紀念青年營地舉行。 - 本屆原定2004年8月13日至15日於南投縣仁愛鄉曲冰部落舉行，因受蘭寧颱風影響而延期。 - 本屆由台灣主教團牧靈委員會青年組主辦，大專同學會等青年團體協辦。                                                                                        |                         |            | |  |  |
| 01 | 2007年8月22日－8月26日  | 台南教區   | 就如我愛了你們，你們應當彼此相愛（若13:34）                                                                     |  |  |
| - 第一屆台灣青年日在台南舉行。主場地為曾文青年活動中心，本屆亦首次提供寄宿家庭的住宿服務。 - 本屆由台灣主教團牧靈委員會青年組、台南教區青年使徒工作委員會共同舉辦。 - 台灣青年日從本屆起改為一年一屆，由全台7個教區輪流主辦。                                                                 |                         |            | |  |  |
| 02 | 2008年10月9日－10月12日 | 台北總教區 | Receive the POWER, to be your witnesses （領受聖神的德能，為主作證）（宗1:3-8） 副標題：「我信‧熱情‧勇氣‧關懷」 |  |  |
| - 第二屆台灣青年日在台北舉行，除了劍潭海外青年活動中心的主場地外，10月11日全日亦在大安森林公園、公館、東區商圈等地進行向街頭民眾傳播福音的「行動福傳」活動與音樂會，約有500名全台各地的教會青年共襄盛舉。 - 自本屆起，行動福傳成為台灣青年日固定安排的行程之一。                              |                         |            | |  |  |
| 03 | 2009年8月19日－8月22日  | 台中教區   | 年輕人‧站出來‧讓台灣‧有希望——我思，我言，我行跟耶穌一young 副標題：「我們已寄望於永生的天主」（弟前4:10）       |  |  |
| - 第三屆台灣青年日在台中舉行，主場地為台中市曉明女中，除此之外，也在彰化舉辦了「百年教堂巡禮」，以及在台中市區各大商圈的行動福傳、與晚間在北區輔順公園的音樂福傳晚會。 |                         |            | |  |  |
| 04 | 2010年8月23日－8月28日  | 新竹教區   | 善師，為承受永生，我該做什麼？（谷10:17） 副標題：「主，我要跟隨祢」                                            |  |  |
| - 第四屆台灣青年日在新竹舉行，主場地為磐石中學。本屆特別之處，有提供當地的住宿家庭，讓各地參加台青的青年，有新的生活體驗。 - 本屆大會的活動由高征財神父帶領的光鹽營團隊策劃，第一天為學員在所屬教區舉行共融活動，第二天全體再到磐石中學集合，第三天與第四天則分散在桃竹苗各地區舉辦各項活動。 |                         |            | |  |  |
| 05 | 2011年7月14日－7月17日  | 高雄教區   | 愛‧融合——在耶穌基督內重建一切                                                                                   |  |  |
| - 第五屆台灣青年日在高雄舉行，主場地為道明中學與文藻外語學院。本屆亦安排學員至玫瑰堂、萬金聖母聖殿等高高屏地區的老教堂參訪。 |                         |            | |  |  |
| 06 | 2012年8月23日－8月27日  | 嘉義教區   | REJOICE IN THE LORD ALWAYS 副標題：「你們在主內應當常常喜樂」（斐四：4）                                        |  |  |
| - 第六屆台灣青年日在嘉義教區舉行，主場地為嘉義市輔仁中學。 |                         |            | |  |  |
| 07 | 2013年8月14日－8月19日  | 花蓮教區   | 你們要使萬民成為門徒 （瑪28:19）                                                                                |  |  |
| - 第七屆台灣青年日在花蓮教區舉行，主場地為花蓮縣海星中學與台東縣公東高工。台青在該屆達成各教區之輪流承辦。 |                         |            | |  |  |
| 08 | 2014年7月30日－8月4日   | 台北總教區 | 我把我所領受的傳給你們 （格前15：3）                                                                            |  |  |
| - 第八屆台灣青年日在台北總教區舉行，主場地為耕莘專校宜蘭校區與輔仁大學。 |                         |            | |  |  |
| 09 | 2015年7月15日－7月20日  | 台南教區   | 心裡潔淨的人是有福的，因為他們要看見天主。 （瑪5：8）                                                           |  |  |
| - 第九屆台灣青年日在台南教區舉行，主場地為黎明中學、德光中學與慈幼工商。 |                         |            | |  |  |
| 10 | 2016年7月14日－7月17日  | 台中教區   | 憐憫人的人是有福的，因為他們要受憐憫。 （瑪5：7）                                                               |  |  |
| - 第十屆台灣青年日在台中教區舉行，主場地為靜宜大學、原住民總鐸區與羅娜村。 |                         |            | |  |  |
| 11 | 2017年7月13日－7月17日  | 新竹教區   | 因全能者在我身上行了大事，他的名字是聖的。（路1:49 ） 副標題:「因主之名，我行 」                                |  |  |
| - 第十一屆台灣青年日在新竹教區舉行，主場地為磐石高中、內思高工與新竹教區四總鐸區。 |                         |            | |  |  |
| 12 | 2018年8月23日－8月27日  | 嘉義教區   | 瑪麗亞，不要害怕，為你在天主前獲得了寵幸。 （路1：30） 副標題:「我信，無所懼 」 (Fear not just believe)         |  |  |
| - 第十二屆台灣青年日在嘉義教區舉行，主場地為永年中學、嘉義教區雲林縣土庫鎮。 |                         |            | |  |  |
| 13 | 2019年7月17日－7月21日  | 高雄教區   | 我是上主的婢女，願照你的話成就於我吧！ （路1:38）                                                               |  |  |
| - 第十三屆台灣青年日在高雄教區舉行，主場地為文藻外語大學、明誠中學與佳平法蒂瑪聖堂。 |                         |            | |  |  |
| 14 | 2022年8月15日－8月19日  | 台北總教區 | 瑪利亞起身並急速啟程（路1：39） 副標題:「台青，夠青 」                                                          |  |  |
| - 第十四屆台灣青年日在台北總教區舉行，主場地為輔仁大學。 - 本屆原定於2021年7月30日至8月3日在花蓮教區舉行，因Covid-19疫情持續延燒而中止，後由台北總教區接續承辦。 - 本屆雖無行動福傳，但首次以Homestay的概念導入「修會Stay」的修會寄宿行程。                                                   |                         |            | |  |  |
| 15 | 2024年8月16日-20日      | 新竹教區   | 活出望德的喜樂 副標題：論望德，要喜樂（羅12:12）                                                                |  |  |
| - 第十五屆台灣青年日在新竹教區舉行，主場地為曙光女中和磐石高中(國中部）。 |                         |            | |  |  |

## 主題曲
歷屆台青的主題曲，均由台灣天主教會的音樂工作者創作，歌詞大多呼應該屆的主題。下列順序依屆數排列：
1. 第0屆《向主走，向愛走》 - 詞：高征財，曲：陳名博
2. 第1屆《勇敢去愛》 - 詞、曲：張宗德（歌詞改寫自2007年教宗世青文告）
3. 第2屆《我信》 - 詞：莊子誼，曲：張歆可
4. 第3屆《帶我飛》 - 詞：李中生，曲：鐘偉立
5. 第4屆（本屆大會歌曲共有兩首）
  1. 活動曲《跟隨》 - 詞：高征財、陳名博，曲：陳名博
  2. 主題曲《善》 - 詞：高征財（改寫自馬爾谷福音10:17—27），曲：陳名博
6. 第5屆（本屆大會歌曲共有兩首）
  1. 活動曲《愛‧融合》 - 詞、曲：呂丹雁
  2. 主題曲《愛‧生活‧行動》 - 詞、曲：呂丹雁
7. 第6屆《Rejoice in JOY》（詞：節錄自教宗文告，曲：陳育恬）
8. 第7屆《信德‧青年－快板》（詞、曲：陳春光神父）
9. 第8屆《天主子民 勇敢起來》
10. 第9屆《潔淨的心》（詞：林安妮，曲：吳國興）
11. 第10屆《慈悲與憐憫》（詞：第31屆世界青年日文告、慈悲禧年詔書，曲：林祐如、Mac Sundaou）

### 引用
1. ↑  許敏溶. . 自由時報. 2008年10月12日  [2008年10月13日]. （原始内容存档于2008年10月15日）.
2. ↑  王鵬捷. . 中央日報網路報. 2008年10月11日  [2008年10月13日]. （原始内容存档于2012年4月1日）.
3. ↑  吳協昌. . 中央通訊社. 2008年10月11日  [2008年10月13日]. （原始内容存档于2015年4月2日）.
4. ↑  2012台灣青年日in Chiayi～Rejoice in the lord always - 天主教嘉義教區青年工作室 - 無名小站

## 外部連結
- 台灣主教團青年組 （页面存档备份，存于）
- 台灣青年日Facebook社團
- 2008年台灣青年日官方網站
- 2009年台灣青年日官方部落格 （页面存档备份，存于）
- 2010年台灣青年日官方部落格（页面存档备份，存于）
- 2011年台灣青年日官方部落格 （页面存档备份，存于）
- 2012年台灣青年日Facebook專頁
- 2014年台灣青年日Facebook專頁